# Сосновка (Кирсановский район)
Сосновка — посёлок в Кирсановском районе Тамбовской области России. Входит в состав Марьинского сельсовета.

## География
Посёлок находится в восточной части Тамбовской области, в лесостепной зоне, в пределах Окско-Донской равнины, к юго-востоку от реки Вороны, на расстоянии примерно 8 километров (по прямой) к юго-западу от города Кирсанова, административного центра района.
Часовой пояс
Посёлок Сосновка, как и вся Тамбовская область, находится в часовой зоне МСК (московское время). Смещение применяемого времени относительно UTC составляет +3:00.

## История
Основана в 1920 году. По данным 1926 года имелось 24 хозяйства и проживало 149 человек (65 мужчин и 84 женщины). В административном отношении деревня входила в состав Градско-Уметской волости Кирсановского уезда Тамбовской губернии.

## Население
| 2010 |
| ---- |
| 13   |

Половой состав
По данным Всероссийской переписи населения 2010 года в гендерной структуре населения мужчины составляли 23,1 %, женщины — соответственно 76,9 %.
Национальный состав
Согласно результатам переписи 2002 года, в национальной структуре населения русские составляли 100 % из 17 чел.

## Улицы
Уличная сеть посёлка состоит из одной улицы (ул. Заречная).